# 유한여객
유한여객(柳韓旅客)은 부산광역시 영도구 청학서로 37 (청학동)에 본사를 둔 시내버스 업체이며, 계열사로는 같은 영도구 관내 시내버스 회사인 신한여객이 있다.

## 역사 및 현황
- 1970년 7월 1일 유성여객(柳成旅客)이라는 상호로 회사를 경전여객 부산 영도구 청학동 영업소 분리 독립 설립하였으며, 1996년 신한여객의 자회사로 인수 합병되면서 현재의 상호로 변경하였다.
- 교통사정이 상대적으로 열악한 부산광역시 영도구 청학동, 봉래동, 신선동 등의 고지대인 산복도로를 주로 운행하는 노선의 운영을 담당하여 이 일대의 중요한 교통수단이 되고 있다.
- 영도구 소재의 신한여객, 남부여객과 다르게 자갈치역으로 가는 노선은 없다.

## 차고지
- 부산광역시 영도구 청학서로 37 (청학동) (본사 ; 85번 시종착 및 관리 / 82번, 88-1번, 190번 야간주박 및 관리)
- 부산광역시 영도구 청학동 155-2 (간이주차장 ; 82번 시종착)
- 부산광역시 영도구 상리로 1 (동삼동, 동삼그린힐아파트) (간이주차장 ; 88-1번 시종착)
- 부산광역시 부산진구 전포동 191-842 (화신아파트 회전지: 82번 회차지)

## 운행 중인 노선
- ● 82번 : 청학2동 ↔ 신선동 ↔ 흰여울문화마을 ↔ 부산보건고등학교 ↔ 영선윗교차로 ↔ 영선아랫교차로남항시장 ↔ 영도대교 ↔ 부산역 ↔ 부산진역 ↔ 부산진시장 ↔ 중앙시장 ↔ 범일역 ↔ 부산마케팅고등학교 ↔ 전포아파트 ↔ 전포화신아파트
- ● 85번 : 청학고개 ↔ 신선동 ↔ 흰여울문화마을 ↔ 부산보건고등학교 ↔ 영선윗교차로 ↔ 영선아랫교차로 ↔남항시장 ↔ 영도대교 ↔ 부산역 ↔ 부산진역 ↔ 범곡교차로 ↔ 부암역 ↔ 롯데호텔백화점(서면역) ↔ 전포사거리
- ● 88-1번 : 동삼그린힐↔ 영도구청 ↔ HJ중공업 ↔ 홈플러스 ↔ 부산대교 ↔ 부산역
- ● 190번 : 한국해양대 ↔ 한진중공업 ↔ 영도대교 ↔ 부산역 ↔ 부산고등학교 ↔ 민주공원 ↔ 부산디지털고등학교 ↔ 혜광고등학교 ↔ 대신여자중학교 ↔ 동아대학교병원 ↔ 부경고등학교 ↔ 부산대학교병원 ↔ 초장중학교 ↔ 남부민동(이 노선은 신한여객과 공동배차한다)

## 주요 차종

#### KGM커머셜
- KGM 스마트 110

#### 현대자동차
- 현대 그린시티
- 현대 뉴 슈퍼 에어로시티
- 현대 저상 뉴 슈퍼 에어로시티

#### 우진산전
- 우진산전 아폴로 1100

## 갤러리

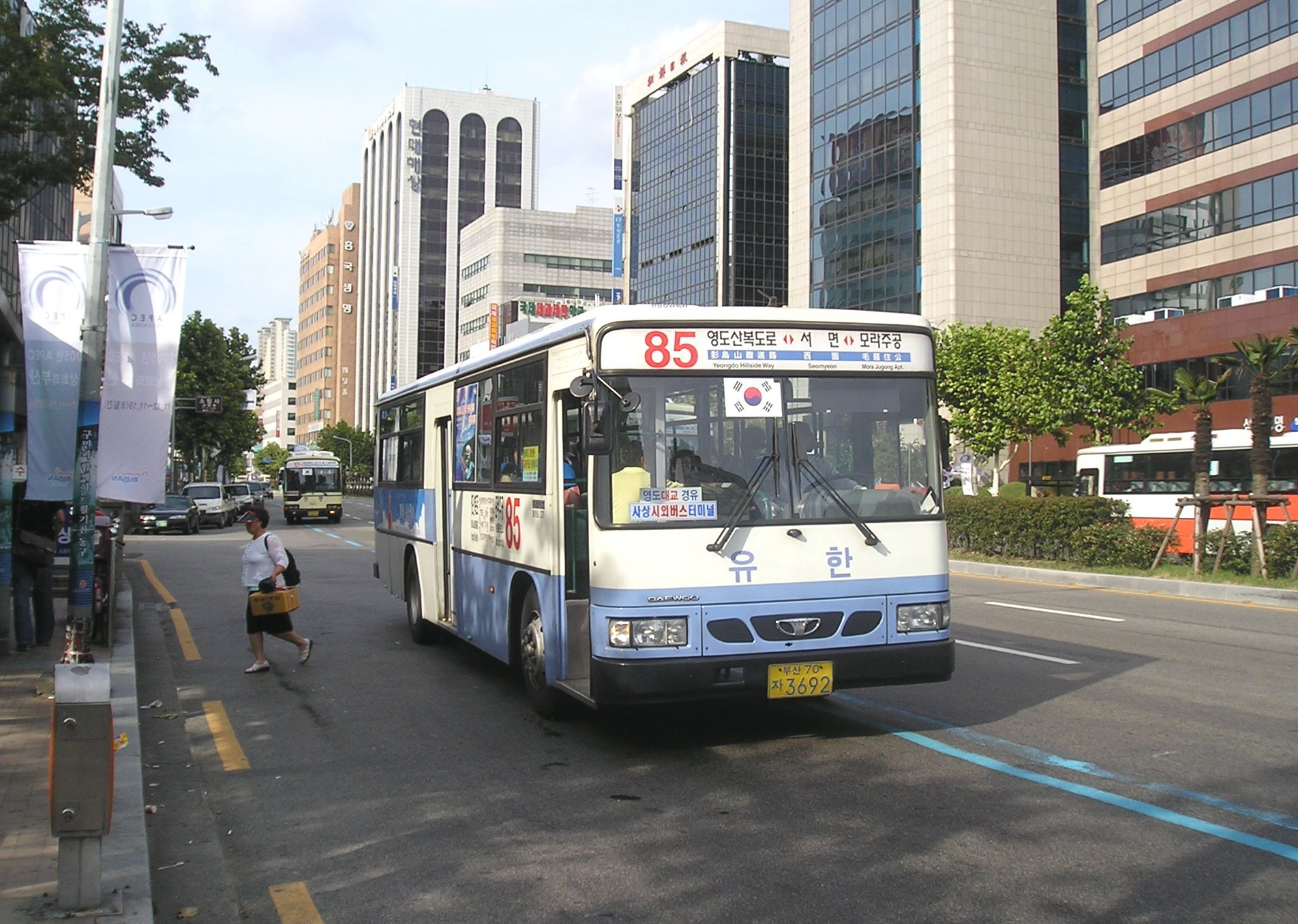
유한여객 소속 85번 (모라주공 경유 시절)
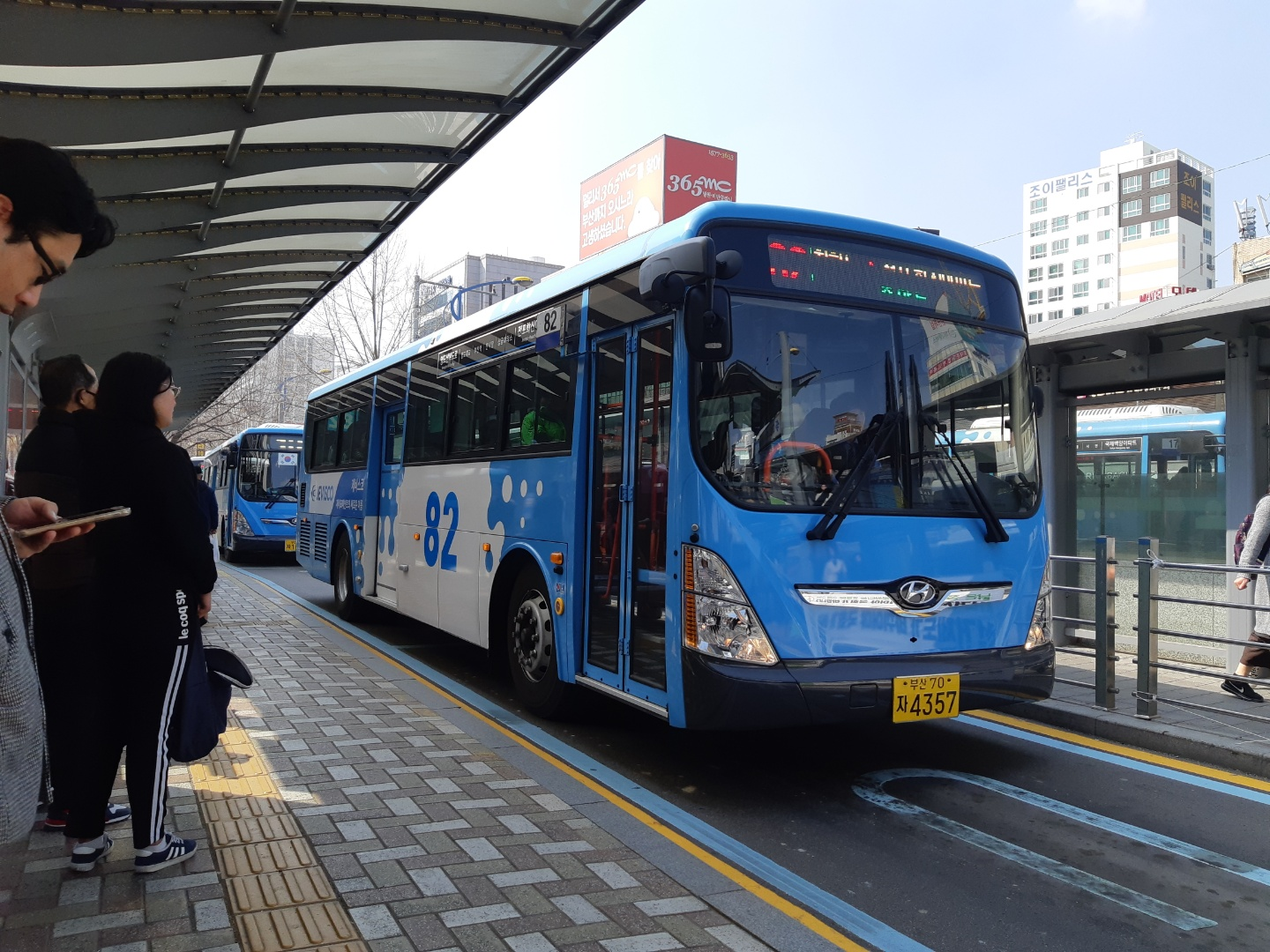
부산시내버스 82번